# Sudoku
Sudoku (数独 (số độc) sūdoku), ban đầu có tên gọi là Number Place là một trò chơi câu đố sắp xếp chữ số dựa trên logic theo tổ hợp. Mục tiêu của trò chơi là điền các chữ số vào một lưới 9×9 sao cho mỗi cột, mỗi hàng, và mỗi phần trong số chín lưới con 3×3 cấu tạo nên lưới chính (cũng gọi là "hộp", "khối", hoặc "vùng") đều chứa tất cả các chữ số từ 1 tới 9. Câu đố đã được hoàn thành một phần, người chơi phải giải tiếp bằng việc điền số. Mỗi câu đố được thiết lập tốt có một cách làm duy nhất.

Khối trên bên phải thiếu số 5. Nếu ta lần theo hàng và cột của từng ô trống và thấy xuất hiện số 5 ở nơi khác, người chơi có thể loại trừ các ô mà không thể có số 5, rồi chỉ còn lại một ô (được tô đậm).

Những bảng trò chơi đã được hoàn chỉnh luôn tạo thành một loại ma trận hình vuông Latinh với một điều kiện hạn chế được bổ sung về nội dung của từng khu vực lưới con. Ví dụ, mỗi số nguyên duy nhất sẽ có thể không xuất hiện hai lần trong cùng một hàng, cột hoặc bất kỳ một trong chín tiểu khu/lưới con 3×3 nào của bảng trò chơi 9x9.
Các tờ báo của Pháp đã mô tả các biến thể của những câu đố này trong thế kỷ 19, và loại câu đố này đã xuất hiện từ năm 1979 trong sách câu đố dưới cái tên Number Place. Tuy nhiên, Sudoku hiện đại chỉ bắt đầu trở thành xu hướng chủ đạo vào năm 1986 bởi công ty phát hành trò chơi câu đố Nikoli, dưới cái tên Sudoku, nghĩa là "con số độc nhất". Trò chơi này xuất hiện lần đầu tiên trên một tờ báo của Hoa Kỳ, sau đó xuất hiện trên tờ The Times (Vương quốc Anh) vào năm 2004, từ những nỗ lực của Wayne Gould, người đã lập ra một chương trình máy tính để có thể nhanh chóng tạo ra những câu đố khác nhau.

## Lịch sử

### Khởi đầu
Sudoku (Số Độc) là một danh từ tiếng Nhật, có nghĩa là "con số độc nhất". Mặc dù trò chơi đã có ở Mỹ từ trước với tên Number Place, nghĩa là "đặt con số vào vị trí đúng", cái tên Sudoku do Kaji Maki (鍜治 真起) đặt và trở thành tên phổ biến toàn cầu. ở Anh, trong vòng có vài tháng, từ chỗ không mấy người biết đến, nó đã tạo nên một cơn lốc, khiến cho khách đi tàu phải lỡ ga còn học sinh thì quên làm bài tập.
Người mang trò chơi này đến Anh là một vị thẩm phán về hưu từng làm việc ở Hong Kong tên là Wayne Gould. Ông tìm thấy một tạp chí Sudoku trong chuyến nghỉ hè ở Nhật. Mặc dù không biết tiếng Nhật, song ông rất tò mò về trò chơi. Gould mày mò ra cách chơi khi so sánh câu đố với lời giải được in ở cuối quyển tạp chí. Sau đó, ông say mê nó đến mức dùng khả năng lập trình máy tính để viết chương trình và tạo ra vô số các câu đố khác nhau.
"Tôi có hai mục tiêu. Một là làm cho người ta biết nhiều hơn đến trò chơi này. Thật là đáng kinh ngạc khi Sudoku là loại hình giải trí phổ thông ở Nhật đến thế, trong khi những nước trên thế giới hình như không biết gì đến nó. Hai là tôi muốn chứng minh một ông thẩm phán cũng có khả năng lập nên một chương trình phần mềm và kiếm ra tiền từ việc đó."
Mục tiêu đầu tiên mà Gould nhằm tới là tờ báo nổi tiếng Times của Anh, nhưng ông biết việc này không dễ dàng gì: "Nếu bạn gọi điện cho một ai đó ở tờ Times và nói, này tôi có câu đố cho các anh xem, hẳn bạn sẽ nghe từ bên kia những tiếng thở dài não nuột", ông tâm sự. Nhưng tôi chuẩn bị rất kỹ về chuyện trông câu đố sẽ như thế nào trên mặt báo. Vì vậy vị biên tập viên khi nghe tôi phát biểu hiểu ngay tôi muốn nói gì.

### Trào lưu
Tờ Times bắt đầu đăng tải trò chơi trên số báo ngày 12/11/2002. Và cuộc chạy đua bắt đầu. Ba ngày sau, tờ Mail tung ra bản Sudoku của riêng mình, và chả bao lâu sau tất cả các nhật báo phát hành trên toàn nước Anh đã kịp ăn theo, ngoại trừ tờ chuyên về tài chính Financial Times. Ai nấy đều khẳng định câu đố của họ mới là hay nhất. Chẳng hạn, tờ Guardian có lần chạy một câu đố Sudoku trên mỗi trang của phần phụ san và tuyên bố họ là tờ báo duy nhất có các câu đố được viết tay trên núi Phú Sĩ.
Sukodu có sẵn trên Internet và có thể download xuống điện thoại di động. Một số tờ báo còn mở các cuộc thi trên toàn quốc, và mốt chơi Sudoku đang lan từ Anh tới Australia, Nam Phi và Mỹ. Một số báo dùng chương trình của Gould, số khác tự tạo ra các câu đố của riêng mình, thuê các công ty hay mua lại chúng từ các nhà xuất bản Nhật.

### Kích thước

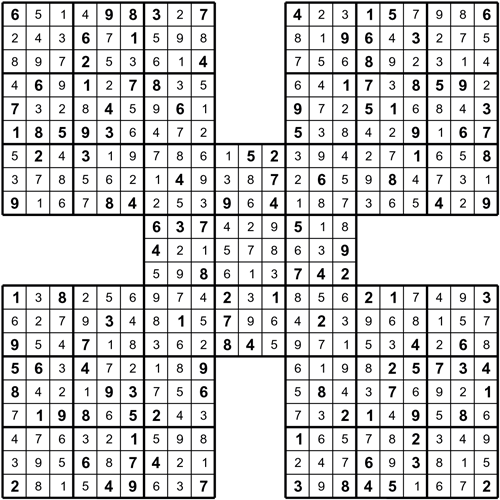
Một ví dụ của Samurai Sudoku đã được giải